# 特溫格羅夫斯 (阿肯色州)
特溫格羅夫斯（英語：Twin Groves）是一個位於美國阿肯色州福克納縣的市鎮。

## 地理
特溫格羅夫斯的座標為35°19′00″N 92°25′27″W / 35.31667°N 92.42417°W，而該地的平均海拔高度為113米（即371英尺）。

## 人口
根據2020年美國人口普查的數據，特溫格羅夫斯的面積為11.93平方千米，皆為陸地。當地共有人口317人，而人口密度為每平方千米26人。